# Gerard Jol

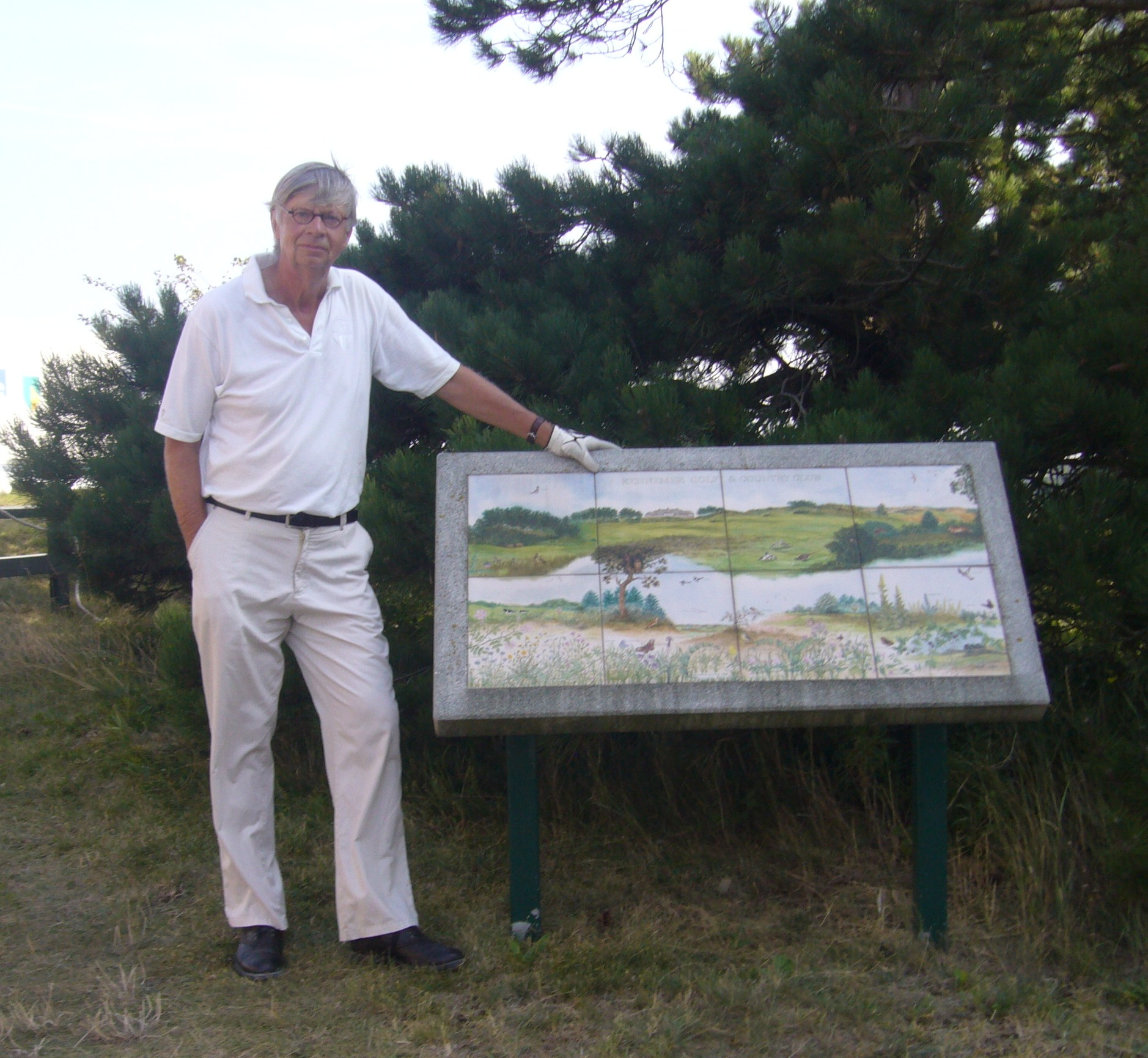
Gerard Jol op de Kennemer

Gerard Jol (1942) is een Nederlandse landschapsarchitect. Na zijn afstuderen aan de afdeling Tuinarchitectuur van de Academie van Bouwkunst te Amsterdam specialiseerde hij zich in Engeland tot golfbaanarchitect. Daarna richtte hij het bureau Jol Golf Design op.
Inmiddels nam Jol ruim dertig banen in Nederland onderhanden. Bij sommige was hij betrokken vanaf het eerste uur, andere banen moesten aangepast of uitgebreid worden. Daarnaast zijn nog ruim 20 banen in ontwikkeling.
Gerard Jol is een van de 53 Senior Members van het European Institute of Golf Course Architects (E.I.G.C.A.) en werkt sinds 2002 samen met Michiel van der Vaart, die eind 2010 het bedrijf overnam samen met de Deense architect Philip Spogard.

## Ontwerpen van Gerard Jol Design
| Naam                               | Gemeente               | Holes              | Jaar   | Architect                       |
| ---------------------------------- | ---------------------- | ------------------ | ------ | ------------------------------- |
| 36 Holes                           |                        |                    |        |                                 |
| Golfclub Spaarnwoude               | Velsen-Zuid            | 36                 | 1977   |                                 |
| 27 Holes                           |                        |                    |        |                                 |
| Golfclub Anderstein                | Maarsbergen            | 27                 | 1986   | renovatie Michiel van der Vaart |
| Golfvereniging de Drentsche        | Zeijerveen, Assen      | 27                 | 2002   |                                 |
| 18 Holes                           |                        |                    |        |                                 |
| Utrechtse Golfclub Amelisweerd     | Utrecht                | 18                 | 1997   |                                 |
| Golfclub Landgoed Bergvliet        | Oosterhout             | 18 + 9 oefenholes  | 2002   |                                 |
| Golfclub Bleijenbeek               | Afferden               | 18 + 9 oefenholes  | 2004   |                                 |
| Golfclub De Compagnie              | Veendam                | 18                 | 1989   | renovatie Michiel van der Vaart |
| Golfbaan Delfland                  | Schipluiden            | 18 + oefenholes    | 1999   |                                 |
| Leeuwarder Golfclub De Groene Ster | Leeuwarden             | 18 + 5 oefenholes  | 1988   |                                 |
| Golfclub De Haenen                 | Teteringen             | 18                 | 2007   | Michiel van der Vaart           |
| Heemskerkse Golfclub               | Heemskerk              | 18                 | 2007   |                                 |
| Openbare Golfbaan Hitland          | Nieuwerkerk a/d IJssel | 18                 | 1993   |                                 |
| Golfclub Houtrak                   | Halfweg                | 18                 | 1996   |                                 |
| Leidschendamse GV Leeuwenbergh     | Den Haag               | 18                 | 1988   |                                 |
| Golfbaan Naarderbos                | Naarden                | 18                 | 2003   |                                 |
| Wassenaarse GC Rozenstein          | Wassenaar              | 18                 | 1984   |                                 |
| Golfclub de Semslanden             | Gasselternijveen       | 18                 | 1986   |                                 |
| Golfclub Stippelberg               | Gemert-Bakel           | 18 + 9 oefenholes  | 2010   | Michiel van der Vaart           |
| Westfriese Golfclub                | Westwoud               | 18                 | 1988   |                                 |
| Golfbaan De Hooge Rotterdamsche    | Rotterdam              | 18                 | 1989   |                                 |
| 9 Holes                            |                        |                    |        |                                 |
| Golfclub Emmeloord                 | Emmeloord              | 9                  | 2009   | Michiel van der Vaart           |
| Golfvereniging Ameland             | Hollum, Ameland        | 9                  | 1994   |                                 |
| Golfvereniging De Dorpswaard       | Kerkdriel              | 9 met dubbele tees | 1991   |                                 |
| Duintjesveld                       | Zandvoort              | 9                  | 2003 ? |                                 |
| Golfbaan De Hoge Dijk              | Amsterdam              | 9 holes par3       | 2002   |                                 |
| Golfclub Kromme Rijn               | Bunnik                 | 9                  | 1985   |                                 |
| Golfclub Kagerzoom                 | Warmond                | 9                  | 1989   |                                 |
| Golfclub Ooghduyne                 | Julianadorp            | 9                  | 1992   |                                 |
| Golfvereniging Spandersbosch       | Crailoo                | 9 + 9 oefenholes   | 1981   |                                 |